# غوفر جبلي
غوفر جبلي (الاسم العلمي:Thomomys monticola) هو نوع من الحيوانات يتبع جنس غوفر جيبي من فصيلة الغوفرية.